# Die Entbehrlichen
Die Entbehrlichen ist das 2009 produzierte Kinofilmdebüt von Andreas Arnstedt. Das Sozialdrama wurde mehrfach auf nationalen und internationalen Festivals ausgezeichnet. Der Film hatte am 30. September 2010 seine Kinopremiere und kam 2011 auf DVD heraus. Er beruht auf einer wahren Begebenheit.

## Handlung
Der elfjährige Jakob wächst in einer zerrütteten Familie auf. Mutter Silke arbeitet bei einer Tankstelle und ist wie Jakobs arbeitsloser Vater Jürgen Alkoholiker. Auch Jakobs Großmutter Rosemarie trinkt zu viel, hat ihr Leben jedoch einigermaßen im Griff. Am Ende einer Kette von Ereignissen ist Jakob kurz vor Weihnachten mit seinem Vater allein in der Wohnung. Jürgen ist tot und Jakob verbringt die Tage mit der Leiche seines Vaters, hofft, dass er aufwacht, und bedeckt den leblosen Körper schließlich mit einer Decke. Als der Gestank unerträglich wird, schiebt er die Leiche hinter das Sofa und versucht, den Geruch durch Räucherstäbchen zu vertreiben. In Rückblenden wird deutlich, was sich in der letzten Zeit ereignet hat:
Silke und Jürgen streiten sich immer wieder vor Jakob, der einen Teil der Aggression abfängt. Beide Elternteile sind minder intelligent, wie auch Jakob bereits in der fünften Klasse große Schwierigkeiten hat, den Schulstoff zu verstehen. Jürgen lässt sich gehen, schöpft jedoch Hoffnung, als er in einer Fleischerei Arbeit erhält. Er schwärmt von der Zukunft, in der die mittellose Familie jeden Tag Steak essen kann. Schnell erkennt Jürgen jedoch, dass seine Arbeit unter anderem darin besteht, auf Fleischverpackungen Etiketten mit neuem Mindesthaltbarkeitsdatum aufzukleben. Als er eines Tages Steaks abzweigt und zu Hause braten lässt, erweist sich das Fleisch als verdorben. Es kommt darüber in der Familie zum Streit, will Jürgen doch nicht wahrhaben, dass sein Beitrag zum Essen schlecht war. Am nächsten Tag spricht er das Problem „Gammelfleisch“ im Betrieb an und wird nach Unterzeichnung einer Schweigeverpflichtung entlassen. Jürgen ist verzweifelt, wurde sein Einsatz für das Richtige doch nicht belohnt. Seine Familie tröstet ihn. Die Harmonie währt jedoch nur kurz. Die alkoholkranke Silke stiehlt auf ihrer Arbeitsstelle Schnaps und wird entlassen. Da sie immer wieder Probleme mit der Bedienung der Herdplatte hat, kauft sie sich eine neue, mit der sie umgehen kann. Sie ist zusammen mit Jakob stolz, Jürgen abends eine warme Mahlzeit vorsetzen zu können, doch reagiert Jürgen wütend, funktioniert die alte Platte doch und Silke sei nur unfähig, sie zu bedienen. Er stellt die alte Platte an und drückt sie Silke zum Beweis an die Wange. Silke erleidet Verbrennungen und wird ins Krankenhaus eingeliefert. Die Ärzte erkennen ihre Alkoholabhängigkeit und verordnen eine Entziehungskur. Silke wird klar, dass diese ihre Chance auf einen Neuanfang ist. Sie entschließt sich, sich von Mann und Kind zu trennen. Jürgen ist außer sich, verliert er mit Silke doch gänzlich seinen Halt im Leben. Er kehrt allein nach Hause zurück und versucht, sich zu erhängen. Zwar will er das um seinen Hals gelegte Lampenkabel im letzten Moment lösen, verliert jedoch den Halt und erdrosselt sich vor den Augen seines gerade heimgekommenen Sohnes Jakob, der vergeblich versucht, ihm zu helfen.
Da Jakob weiß, dass die Entscheidung seiner Mutter endgültig ist, spielt er seiner Großmutter, aber auch seiner Klassenlehrerin vor, dass nichts passiert sei. Er behauptet, dass sein Vater bei einer längeren Weiterbildung sei. Seiner besten Schulfreundin und ersten großen Liebe Hannah will er sich anvertrauen, weiß jedoch nicht wie. Sie entdeckt die Leiche schließlich, als sie Jakob spontan besucht. Zusammen mit ihrem Bruder Sebastian versucht sie, eine Lösung für das Problem zu finden, doch erweist sich die Leiche als zu schwer. Da Sebastian anmerkt, dass Leichen beim Zersetzungsprozess leichter werden, wird Jürgens Körper weiter in der Wohnung gelagert. Zwar wundert sich die Klassenlehrerin, dass Jakob das Geld für das anstehende Schullandheim noch nicht bezahlt hat, fragt jedoch nicht weiter nach. Auch Rosemarie ist irritiert, weil sie zuerst Jürgen das Geld gegeben hat, der einen Teil jedoch für einen Weihnachtsbaum und Nahrungsmittel ausgab, und am nächsten Tag Jakob, als er danach fragte. Auch wundert es sie, dass Jürgen nicht von seiner Ausbildung erzählt hat, doch ist ihre Anteilnahme am Ende nicht groß genug, um Jakob näher zu befragen. Jakob wiederum entzieht sich der familiären Situation und verbringt im Winter eine Nacht im Freien. Niemand sucht nach ihm. Er kehrt am Morgen in die Schule zurück, wo bereits die Polizei anwesend ist. Jakob eilt nach Hause und trifft in der Wohnung seine Großmutter an. Jürgens Leiche wurde bereits abtransportiert. Er selbst wird bei seiner Großmutter leben. Im Off-Kommentar schildert der inzwischen erwachsene Jakob seine weitere Entwicklung – Lagerfacharbeiter mit Behinderung nach einem Arbeitsunfall und keiner Aussicht, je auf der Gewinnerseite zu stehen.

## Kritiken
Gabriele Michel schrieb in der Badischen Zeitung: „Die eigentliche Hauptfigur des Films ist allerdings nicht Jacob, sondern dessen Vater Jürgen Weiss. Und André Hennickes rückhaltloses Spiel, das Zärtlichkeit und Gewalt, Mut, Großkotzigkeit, Suff und Sehnsucht bruchlos ineinander übergehen lässt, verleiht diesem tattoobewehrten Trinker tatsächlich die Tragik eines modernen Franz Biberkopf. Auch Jürgen kämpft und scheitert, Mal für Mal – an sich selbst und an der Niedertracht der anderen, denn ‚verflucht ist der Mensch, der sich auf Menschen verlässt‘, wie es bei Döblin heißt.“
Für die Website der Stuttgarter Zeitung schrieb Ina Hochreuther: „In verschachtelten Rückblenden zeigt der Regisseur Andreas Arnstedt eine Familie ohne Chancen, deren Leben an Arbeitslosigkeit und am Alkoholismus scheitert. […] Die großartigen Hauptdarsteller lassen einen Drehbuchholprigkeiten, zu viele angerissene Themen und schlicht gezeichnete Nebenfiguren vergessen.“
Wolfgang Martin Hamdorf urteile bei Deutschlandradio Kultur: „‚Die Entbehrlichen‘ zeigt eine Familie, die an der absurden Hartz-IV-Bürokratie scheitert, zeigt Löcher im sozialen Netz, Vorurteile und Ignoranz in einer eigentlich wohlhabenden Gesellschaft. Der Film beschreibt das Geflecht von Lebenslügen, Illusionen und Hoffnungen, das die Familie zusammenhält, bis es nicht mehr geht, und erzählt das alles mit menschlicher Wärme, Humor und Lokalkolorit, dank seiner beeindruckenden Schauspieler […].“
Auf der Website der Heilbronner Stimme hieß es von Anna Julia Höhr: „Das Besondere: Arnstedts Porträt einer chancenlosen Familie ist eine No-Budget-Produktion mit qualitativ hochwertigem Cast: André Hennicke, Steffi Kühnert und Matthieu Carrière sind in den Hauptrollen des internationalen Festivalerfolgs zu sehen.“

## Auszeichnungen
Die Deutsche Film- und Medienbewertung (FBW) vergab für den Film 2009 das Prädikat „wertvoll“.
Auf der 33. Mostra Internacional de Cinema de São Paulo 2009 lief Die Entbehrlichen im Wettbewerb. Der Film gewann den Preis für den Besten Regisseur und den Besten Hauptdarsteller (André Hennicke).
Auf dem 15. Filmfestival Türkei/Deutschland Nürnberg 2010 erhielt der Film den Förderpreis der Jury und gewann auf dem Filmfestival Max Ophüls Preis 2010 den Verleihförderpreis (zusammen mit Bis auf’s Blut – Brüder auf Bewährung). Hauptdarsteller Oskar Bökelmann wurde bei den Los Angeles Film Awards 2010 mit dem Darstellerpreis ausgezeichnet. Beim 15. Internationalen Filmfestival für Kinder und junges Publikum Schlingel erhielt der Film 2010 den Förderpreis der DEFA-Stiftung.
Im Jahr 2011 wurde der Film in der Kategorie Bestes Spielfilmdebüt für den Preis der deutschen Filmkritik nominiert.